# Otlica
Otlica falu, szórványtelepülés Szlovéniában, a Goriška statisztikai régióban. Közigazgatásilag Ajdovščinához tartozik. A településhez az alábbi településrészek tartoznak: Sibirska, Kitajska, Kurja Vas (szlovénül: Kurja vas) és Cerkovna, valamint több tanya.
A falu templomát Védőangyal tiszteletére emelték és a Koperi egyházmegyéhez tartozik.

## Nevének eredete
Otlica a szlovén otel, azaz üreg szóból ered, amely a falutól nyugatra, mintegy 500 méternyire, a 857 méter magas Navrše-hegy oldalában található víznyelőre utal.

## Fordítás
- Ez a szócikk részben vagy egészben  az   Otlica című angol Wikipédia-szócikk ezen változatának fordításán alapul.  Az eredeti cikk szerkesztőit annak laptörténete sorolja fel. Ez a jelzés csupán a megfogalmazás eredetét és a szerzői jogokat jelzi, nem szolgál a cikkben szereplő információk forrásmegjelöléseként.